# MusiXTeX

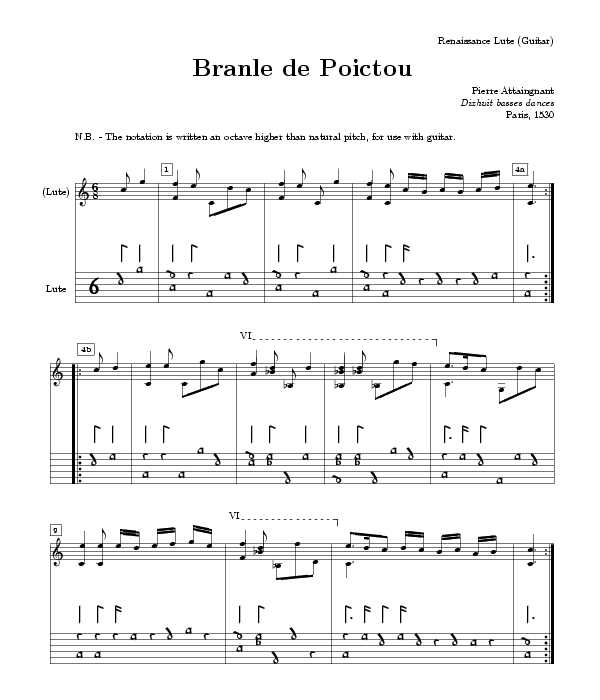
Beispiel

MusiXTeX ist eine Macro-Sammlung, mittels derer man TeX zum Notensatz verwenden kann. Sie ist als freie Software unter der GPL verfügbar.
Zur Eingabe der Noten eignen sich Programme wie NoteEdit. Mit einem Texteditor kann man dann die exportierte TeX-Datei nachbearbeiten und schließlich als DVI ausgeben und zu PostScript und PDF wandeln.
Alternativ erlaubt der Präprozessor PMX eine deutlich vereinfachte Noteneingabe und kann zusätzlich zur TeX-Datei auch eine MIDI-Datei erzeugen. M-TX als zusätzlicher Präprozessor vereinfacht die Eingabe von Liedtexten.
MusiXTeX läuft (wie auch LilyPond) sowohl unter Unices (z. B. Linux, Mac OS X) als auch unter Microsoft-Betriebssystemen.